# Indios de Mayagüez 2022 (pallavolo)
Questa voce raccoglie le informazioni riguardanti gli Indios de Mayagüez nelle competizioni ufficiali della stagione 2022.

## Stagione
Gli Indios de Mayagüez partecipano al loro diciannovesimo campionato di Liga de Voleibol Superior Masculino: si classificano al settimo posto in regular season, fallendo l'accesso ai play-off scudetto.

## Organigramma societario
Area direttiva
- Presidente: Karimar Brown

Area tecnica
- Primo allenatore: Juan Francisco León

## Rosa
| N° | Nome               | Ruolo | Data di nascita   | Nazionalità sportiva |
| -- | ------------------ | ----- | ----------------- | -------------------- |
| 1  | José Guilloty      | P     | 12 aprile 1977    | Porto Rico           |
| 1  | Yadiel Nadal       | P     | 9 agosto 1997     | Porto Rico           |
| 3  | Abraham Tamayo     | C     | 10 luglio 2000    | Porto Rico           |
| 4  | Willy Varela       | C     | 12 marzo 1999     | Porto Rico           |
| 5  | Daniel Ortiz       | L     | -                 | Porto Rico           |
| 6  | Geraldo Rivera     | S     | 6 dicembre 1999   | Porto Rico           |
| 7  | Howard García      | P     | 8 febbraio 1994   | Porto Rico           |
| 8  | Jan Solivan        | O     | 25 febbraio 1998  | Porto Rico           |
| 10 | Gabriel Colón      | O     | 2 maggio 2000     | Porto Rico           |
| 11 | Jessie Colón       | C     | 20 settembre 1984 | Porto Rico           |
| 13 | Johan León         | S     | 12 maggio 1999    | Porto Rico           |
| 14 | Alexander Montalvo | S     | -                 | Porto Rico           |
| 15 | Fred Moreno        | O     | -                 | Porto Rico           |
| 23 | José Pacheco       | L     | 20 marzo 1997     | Porto Rico           |

## Mercato
| Acquisti | Acquisti           | Acquisti                 | Acquisti   |
| R.       | Nome               | da                       | Modalità   |
| -------- | ------------------ | ------------------------ | ---------- |
| P        | José Guilloty      | -                        | definitivo |
| C        | Abraham Tamayo     | ?                        | definitivo |
| C        | Willy Varela       | Patriotas de Lares       | definitivo |
| L        | Daniel Ortiz       | Interamericana PR        | definitivo |
| S        | Geraldo Rivera     | Limestone                | definitivo |
| O        | Jan Solivan        | Southern Exposure        | definitivo |
| O        | Gabriel Colón      | IE Matadors              | definitivo |
| S        | Alexander Montalvo | Patriotas de Lares       | definitivo |
| O        | Fred Moreno        | ?                        | definitivo |
| L        | José Pacheco       | Capitanes de Arecibo     | definitivo |
| P        | Yadiel Nadal       | Caribes de San Sebastián | definitivo |

| Cessioni | Cessioni         | Cessioni                 | Cessioni   |
| R.       | Nome             | a                        | Modalità   |
| -------- | ---------------- | ------------------------ | ---------- |
| L        | Víctor Cosme     | Dallas Tornadoes         | definitivo |
| O        | William Rivera   | -                        | ritirato   |
| P        | Kevin Rodríguez  | Mets de Guaynabo         | definitivo |
| S        | Eddie Rivera     | Cafeteros de Yauco       | definitivo |
| S        | Esteban Soto     | -                        | ritirato   |
| O        | Dimar López      | Gigantes de Carolina     | definitivo |
| O        | Nomar Galarza    | Gigantes de Carolina     | definitivo |
| C        | Josean Rodríguez | LA Blaze                 | definitivo |
| S        | Sirianis Méndez  | -                        | ritirato   |
| C        | Pedrito Sierra   | Mets de Guaynabo         | definitivo |
| P        | José Guilloty    | Caribes de San Sebastián | definitivo |
| C        | Jessie Colón     | Cafeteros de Yauco       | definitivo |

## Risultati

### LVSM

#### Regular season
| 1ª giornata - 15 settembre 2022 Coliseo Raúl "Pipote" Oliveras, Yauco      | Cafeteros de Yauco       | 3 - 2 | Indios de Mayagüez       | 27-29, 25-27, 25-14, 25-19, 15-12 |
| 2ª giornata - 29 settembre 2022 Coliseo Carmen Zoraida Figueroa, Corozal   | Plataneros de Corozal    | 3 - 0 | Indios de Mayagüez       | 25-23, 25-23, 25-22               |
| 3ª giornata - 6 ottobre 2022 Coliseo Guillermo Angulo, Carolina            | Gigantes de Carolina     | 3 - 1 | Indios de Mayagüez       | 25-23, 25-27, 25-16, 25-22        |
| 4ª giornata - 7 ottobre 2022 Coliseo Raúl "Pipote" Oliveras, Yauco         | Indios de Mayagüez       | 0 - 3 | Changos de Naranjito     | 23-25, 22-25, 15-25               |
| 5ª giornata - 9 ottobre 2022 Coliseo Mario Morales, Guaynabo               | Mets de Guaynabo         | 3 - 0 | Indios de Mayagüez       | 25-15, 25-16, 25-21               |
| 6ª giornata - 12 ottobre 2022 Coliseo Raúl "Pipote" Oliveras, Yauco        | Indios de Mayagüez       | 0 - 3 | Plataneros de Corozal    | 28-30, 23-25, 18-25               |
| 7ª giornata - 14 ottobre 2022 Coliseo Carmen Zoraida Figueroa, Corozal     | Plataneros de Corozal    | 3 - 1 | Indios de Mayagüez       | 25-21, 22-25, 25-19, 25-20        |
| 8ª giornata - 16 ottobre 2022 Coliseo Raúl "Pipote" Oliveras, Yauco        | Indios de Mayagüez       | 3 - 2 | Cafeteros de Yauco       | 25-15, 23-25, 25-20, 22-25, 15-11 |
| 9ª giornata - 20 ottobre 2022 Coliseo Guillermo Angulo, Carolina           | Gigantes de Carolina     | 3 - 1 | Indios de Mayagüez       | 25-21, 21-25, 25-19, 25-21        |
| 10ª giornata - 23 ottobre 2022 Coliseo Raúl "Pipote" Oliveras, Yauco       | Indios de Mayagüez       | 0 - 3 | Changos de Naranjito     | 24-26, 22-25, 15-25               |
| 11ª giornata - 24 ottobre 2022 Coliseo Mario Morales, Guaynabo             | Mets de Guaynabo         | 3 - 2 | Indios de Mayagüez       | 19-25, 25-19, 25-22, 23-25, 15-11 |
| 12ª giornata - 29 ottobre 2022 Coliseo Luis Aymat Cardona, San Sebastián   | Caribes de San Sebastián | 3 - 2 | Indios de Mayagüez       | 23-25, 22-25, 25-20, 25-16, 15-13 |
| 13ª giornata - 30 ottobre 2022 Coliseo Rafael A. Mangual, Mayagüez         | Indios de Mayagüez       | 3 - 2 | Gigantes de Carolina     | 25-18, 16-25, 27-25, 22-25, 15-7  |
| 14ª giornata - 1º novembre 2022 Palacio de Recreation y Deportes, Mayagüez | Indios de Mayagüez       | 0 - 3 | Mets de Guaynabo         | 17-25, 21-25, 17-25               |
| 15ª giornata - 3 novembre 2022 Palacio de Recreation y Deportes, Mayagüez  | Indios de Mayagüez       | 0 - 3 | Caribes de San Sebastián | 22-25, 19-25, 24-26               |
| 16ª giornata - 6 novembre 2022 Palacio de Recreation y Deportes, Mayagüez  | Indios de Mayagüez       | 1 - 3 | Caribes de San Sebastián | 23-25, 24-26, 25-23, 24-26        |
| 17ª giornata - 8 novembre 2022 Coliseo Gelito Ortega, Naranjito            | Changos de Naranjito     | 3 - 1 | Indios de Mayagüez       | 25-21, 19-25, 27-25, 25-16        |
| 18ª giornata - 13 novembre 2022 Palacio de Recreation y Deportes, Mayagüez | Indios de Mayagüez       | 3 - 0 | Cafeteros de Yauco       | 25-20, 25-13, 25-21               |

## Statistiche

### Statistiche di squadra
| Competizione | Punti | In casa | In casa | In casa | In trasferta | In trasferta | In trasferta | Totale | Totale | Totale |
| Competizione | Punti | G       | V       | P       | G            | V            | P            | G      | V      | P      |
| ------------ | ----- | ------- | ------- | ------- | ------------ | ------------ | ------------ | ------ | ------ | ------ |
| LVSM         | 10    | 9       | 3       | 6       | 9            | 0            | 9            | 18     | 3      | 15     |
| Totale       | -     | 9       | 3       | 6       | 9            | 0            | 9            | 18     | 3      | 15     |

G = partite giocate; V = partite vinte; P = partite perse

### Statistiche dei giocatori
Dati non disponibili.